# Гилип
Гилип (грч. Γύλιππος) био је спартански војсковођа друге половине 5. века пре нове ере. Познат је по томе што је поразио атинску војску на Сицилији и допринео пропасти Сицилијанске експедиције 413. пре нове ере. До његовога доласка атинска војска је опседала Сиракузу и побеђивала је, али када су Сиракужани поставили Гилипа за врховнога команданта почели су да побеђују.

## Детињство и младост
Гилипов отац Клеандрида био је саветник спартанског краља Плеистоанакта. Клеандрида је био истеран из Спарте, јер је наводно примио мито од Периклеа 446. пре нове ере, са циљем да војску повуче из Атике. Прогнан је у панхеленску колонију Туриј, основану у Италији уз атинску помоћ. Гилипова мајка је била хелот, па Гилип није припадао Спартијатима, него нижој класи грађана Спарте. Ипак он је од раног детињства био подвргнут строгом спартанском начину васпитања, агоге. Рат је за њега представљао прилику да стекне углед и част.

## Сиракуза
Када је Алкибијад саветовао Спартанце да пошаљу спартанског команданта у Сиракузу тада су Спартанци одабрали Гилипа. У то доба Сиракуза је била под опсадом Атињана под вођством Никије. Гилип је са два спартанска и два коринтска брода кренуо 414. пре нове ере према Сицилији. Када су били код Леукаде стизале су им лажне вести да је Сиракуза опкољена зидом, па су Гилип и Коринћанин Питен пожурили и нису причекали остале бродове. Када је након олује стигао на другу страну Јонског мора у Тарант послао је изасланике у Туриј, настојећи да од њих добије помоћ. Гилип је поправио оштећене бродове у Таранту. Никија је чуо да долази Гилип, али пошто је дошао са мало бродова није сматрао да се ради о озбиљном потхвату.

## Прелазак на Сицилију
Када су Гилип и Питен поправили бродове сазнали су код Локрана да Сиракуза није поптуно опкољена зидом и да би се могло ући у Сиракузу преко Епипола. Тада су се саветовали да ли да директно уплове у Сиракузу, или да доплове до Химере, па да копном дођу до Сиракузе. Одлучили су да се искрцају код Химере да би могли да придобију Химеране да им се придруже у походу. Прешли су месински мореуз пре него што су стигли атински бродови, које је послао Никија да их спречи у преласку на Сицилију. Када су стигли у Химеру наговорили су Химеране да им дају војску. Добио је помоћ и од Геле, Селинунта и од Сикулаца. Гилип је кренуо са 700 својих војника, 1000 химерских хоплита, 1000 химерских лаконаоружаних војника, 100 коњаника и нешто војника из Селинунта, Геле и од Сикулаца. Са њима је кренуо копненим путем према Сиракузи. Један Коринћанин Гонгил стигао је бродом у Сиракузу и охрабрио је становништво вешћу да долази Гилип. Било је то управо у време кад су Сиракужани намеравали да се предају. Сиракужани су због тога са војском изашли у сусрет Гилипу.
Када је стигао близу Сиракузе заједно са Сиракужанима Гилип је ударио на атински зид. Дошао је баш када су Атињани били близу завршетка двоструког зида осим нешто мало што је остало до мора. Када се приближио Атињанима Гилип им је послао курира и дрско им понудио да напусте Сицилију за пет дана. Атињани су то презриво одбили. Сиракушка војска је била доста недисциплинована, али ипак Никија их није нападао. Гилип је следећега дана извео војску пред зидине, а за то време мањи део војске послао да заузме тврђаву Лабдалум.

## Контразид
Гилип је неколико дана почео да гради контразид, попречни зид, чији циљ је био да спречи атинске зидове да их опколе. Никија је одлучио да посебно тврђави Племириј, рт насупрот граду, који се протеже уз море, па сужава улаз у луку. Никија је схватио да је покушај освајања Сиракузе са копнене стране постао јако отежан. Зато је утврђивање Племирија сматрао битним. Сместио је ту и много ратних справа и бродова. Ипак ту су имали слабо снабдевање, а када би изашли нашли би се на удару сиракушке коњице. Гилип је градио зид преко Епипола. Увек је изазивао непријатеља, а када је дошло до битке сиракушка коњица није им могла да помогне, јер се битка одвијала између зидова. Атињани су тада победили. Гилип је схавтио грешку, па се за следећу битку боље припремио. Распоредио је коњицу и стрелце на атинске бокове на отвореном пољу. Коњица је натерала лево атинско крило у бег, па су тада победили. Била је то прва сиракушка победа. Успешно су тада довршили контразид, срушили су део атинских зидова. У Сиракузу је тада стигло 12 бродова, а Гилип је отишао да сакупи војску по Сицилији и да придобије нове савезнике.

## Заузимање Племирија и пораз у поморској бици
Гилип се у пролеће 413. пре нове ере вратио у Сиракузу. Одлучио је да истовремено нападне на копну и на мору. Дошло је до поморске битке на два места. У великој луци се сукобило 25 атинских са 35 сиракушких бродова, а пред луком је трајао други сукоб. Кад су Атињани на утврђеном Племирију сишли да посматрају поморску битку Гилип је изненада напао утврђења и заузео их је. Атињани су у поморској бици потопили 11 сиракушких бродова и убили су много морнара. Атињани су изгубили само 3 брода.
Заузимање Племирија било је веома значајно. Ту су Сиракужани заробили много новца, хране, разне робе, много опреме за бродове, једара. Био је то велики ударац за атинску војску, јер више нису могли сигурно пловити и довозити храну преко луке.

## Долазак Демостена
Сиракужани су у следећој поморској бици победили Атињане у сиракушкој луци. У помоћ атинској војсци дошло је појачање. Под вођством Демостена дошла су 73 брода са 5.000 хоплита и 3.000 стрелаца и бацача копља. Њехова појава је изазвала ужас У Сиракузи. На првом ратном савету Демостен се залагао да одмах нападну непријатеља и да или заузму Сиракузу или се врате кући. Никија је сматрао да одлагањем гуше непријатеља, јер они више немају новца, а ни савезници неће остати са њима. Међутим други генерали су се слагали са Демостеном, па је Никија био присиљен да попусти.

## Битка за Епиполе
Демостен је са пешадијом извео ноћни напад на Епиполе. Изненадио је непријатеља и потукао их до ногу. Међутим није се зауставио, него је наставио даље, па је налетио на Беоћане, који су били у борбеном поретку. Он су потиснули Атињане и при томе многе побили. Код Атињана је настала паника, посебно јер се битка одвијала по месечини. Тада су Сиракужани напали Атињане са свих страна и натерали их у бег. Једни су страдали од непријатеља, други од својих, трећи су се сурвали са литице. Било је 2.000 мртвих, а мало преживелих.

## Атински пораз
Сиракужани су опколили атинске зидове и логор, а са морнарицом су заузели залив. Сиракужани су блокирали улаз у луку, па су Атињани гласно тражили своје генерале да се повуку копном, али Никија није одобравао да оставе око 200 трирема. Он је укрцао најбољу пешадију на 110 трирема, а остатак војске је требало да се креће дуж обале. У великој поморској бици Сиракужани су лаким и покретљивим бродовима нападали згруписане атинске бродове, а Атињане су засипали камењем. Атињани су тада тада одустали од повлачења морем, па су кренули копном. Повлачили су се седам дана страдајући од непријатељских стрела. Никија и Демостен су били присиљени да се предају.

## Убиство Демостена и Никије
Никија се предао Гилипу, јер је њему веровао више него иједном Сиракужанину. Међутим Сиракужани су убили Никију и Демостена, иако је Гилип био против тога. Гилип је сматрао да ће окрунити свој славни подвиг, ако уз остале успехе довуче у Спарту Никију и Демостена. Демостен је због Пила био спартански смтрни непријатељ, а Никија им је био пријатељ, па се много надао од Гилипа.

## Проневера новца
Након заузимања Атине Лисандар је послао много врећа новца и блага у Спарту по Гилипу. Гилип је рашио одоздо вреће, извукао себи много сребра и онда опет зашио вреће. Када је дошао у Спарту покрадено је ставио испод црепова, а вреће је предао ефорима и показао им печате, који су стајали на врећама. Гилип није знао да је у врећама све било пребројано и да је било написано што која врећа садржи. Када су ефори пребројали новац и погледали списак видели су велику разлику. То их је узнемирило све док им Гилипов слуга није открио истину помоћу загонетке да много сова спава под цреповима. Већина новца је на себи имало сову, симбол Атине. Гилип је одмах побегао. Осуђен је на смрт у одсуству.